# Jerusalem (himno)
«Jerusalem» es un himno inglés que ha sido propuesto como himno nacional del país. Es considerado uno de los iconos más representativos de Inglaterra, y es una de sus melodías más conocidas.
La letra del himno está basada en las cuatro estrofas que comienzan con «And did those feet in ancient time» de William Blake, incluidas en el prefacio de su epopeya Milton (1804), dedicado a John Milton. La partitura de Hubert Parry fue añadida en 1916. 

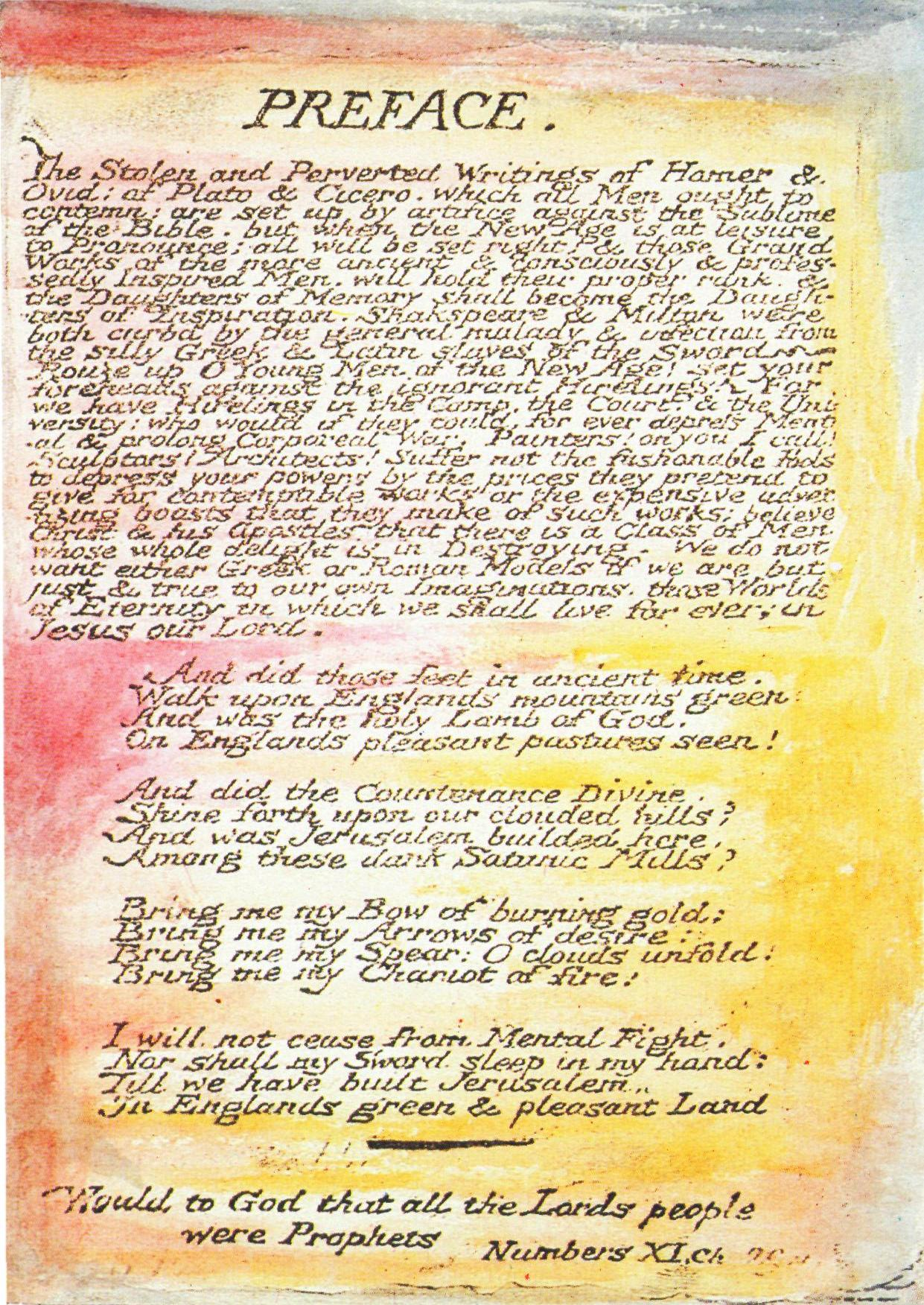
El prefacio a Milton, ilustrado por el propio Blake.

Asimismo, fue una de los himnos cantados en la abadía de Westminster para la boda real entre Guillermo de Cambridge y Catherine Middleton en 2011, junto con «Guide Me, O Thou Great Redeemer», elegido por Guillermo en homenaje a su madre, Diana de Gales, fallecida en 1997.

## Letra
And did those feet in ancient time
Walk upon England's mountains green:
And was the holy Lamb of God,
On England's pleasant pastures seen!
And did the Countenance Divine,
Shine forth upon our clouded hills?
And was Jerusalem builded here,
Among these dark Satanic Mills?
Bring me my Bow of burning gold;
Bring me my Arrows of desire:
Bring me my Spear: O clouds unfold!
Bring me my Chariot of fire!
I will not cease from Mental Fight,
Nor shall my Sword sleep in my hand:
Till we have built Jerusalem,
In England's green & pleasant Land